# Nottz
Dominick J. Lamb (* 21. Februar 1977 in Norfolk, Virginia) ist ein US-amerikanischer Hip-Hop-Produzent und Rapper. In seiner langjährigen Karriere arbeitete er unter anderem mit Busta Rhymes, Snoop Dogg, Kanye West, Game, The Notorious B.I.G., Pusha T, Scarface, J Dilla und Asher Roth zusammen.

## Leben
Nottz begann bereits mit 15 Jahren, seine ersten Beats zu produzieren. Er richtete sich ein Studio in Norfolk ein und arbeitete mit seinem Manager Darryl seit den Anfängen zusammen. Seine Karriere begann Ende der 1990er Jahre. Seine ersten Arbeiten waren auf der Rawkus-Kompilation Lyricist Lounge, Volume One (1998) zu hören. Einige seiner Beats  beeindruckten Busta Rhymes, der drei Tracks auf E.L.E. (Extinction Level Event): The Final World Front von Nottz produzieren ließ.
Von da an arbeitete er mit einigen Hip-Hop-Größen zusammen. Zu seinen bekanntesten Kunden zählen Fat Joe, Rah Digga, M.O.P., Snoop Dogg, 50 Cent und andere Musiker der G-Unit, Ghostface, Bilal, The Game, Swizz Beatz, Drake, Pusha T und viele weitere.
Nottz selbst trat auch als Rapper in Erscheinung. So hat er seine eigene Band namens D.M.P. (Durte Muzik Prahdukshun), die bislang zwei Alben herausgebracht hat. 2010 erschien außerdem sein erstes Soloalbum You Need This Music über Raw Koncept. 2012 erschien ein Kollaborationsalbum namens Allow Me to Re-Introduce Myself mit Kardinal Offishall als Free Download gefolgt von der EP Gods in the Spirit zusammen mit Blu über Coalmine Records.
2014 wurde er Teil des Soul Council Produktionsteam von 9th Wonder, der ihn im Zuge der Aufnahme als den „möglicherweise besten Hip-Hop-Produzenten der Welt“ bezeichnete.
2020 erschien das Album Uno zusammen mit dem deutschen Rapper Umse, das Platz 40 der deutschen und Platz 33 der Schweizer Albencharts erreichte.

## Diskografie
Solo
- 2010: You Need This Music (Album, Raw Koncept)
- 2010: I Still Love You feat. Mayer Hawthorne (Single, Raw Koncept)

Kollaborationen
- 2005: Politics mit Royce da 5′9″ (12’’, Teamsta Records)
- 2010: The Rawth EP mit Asher Roth (EP, Raw Koncept)
- 2012: Allow Me to Re-Introduce Myself mit Kardinal Offishall (Album, Free Download)
- 2014: Gods in the Spirit mit Blu (EP, Coalmine Records)
- 2015: Grass Ain’t Green mit Rapper Big Pooh feat. Blu (Single, Mello Music Group)
- 2015: Home Sweet Home mit Rapper Big Pooh (Album, Mello Music Group)
- 2016: Titans in the Flesh mit Blu (EP, Coalmine Records)
- 2019: The Achievement: Deluxe mit Mickey Factz (Album, Tuff Kong Records)
- 2020: Uno mit Umse (Album, Jakarta Records)

Mit DMP
- 2001: What's The Name Of Da'Squad / Who R We (12’’, Teamsta Records)
- 2002: Life Ain't Sweet / Uncutt Raw (12’’, Teamsta Records)
- 2003: Don't Wanna Give That Up (12’’, Teamsta Records)
- 2003: Nottz presents DMP (CD-r, Teamsta Records)
- 2004: So High / Ooh / Hear Me Knockin (12’’, Teamsta Records)
- 2005: The Mixtape (Mixtape, Fastlife)

Produktionen